# Худайназарова, Тутихон
Тутихон Худайназарова — советский узбекистанский хозяйственный деятель, Герой Социалистического Труда.

## Биография
Родилась в 1928 году в кишлаке Вуадиль. Член КПСС с 1953 года.
В 1941—1951 — колхозница, в 1951—1953 — бригадир, в 1954—1960 — заведующая яслями, в 1960—1983 — бригадир колхоза имени Турсункулова Ферганского района Ферганской области.
Указом Президиума Верховного Совета СССР от 30 апреля 1966 года присвоено звание Героя Социалистического Труда с вручением ордена Ленина и золотой медали «Серп и Молот».
Жила в Вуадильском районе Ферганской области.

## Награды и звания
- Герой Социалистического Труда (30.04.1966)
- Орден Ленина (30.04.1966)
- Орден Трудового Красного Знамени (26.02.1981)